# Pio Leporati
Pio Leporati (fl. XX secolo) è stato un calciatore italiano, di ruolo difensore.

## Carriera
Iniziò la propria carriera calcistica nel Genoa, dove rimase un anno. In rossoblu esordisce il 13 gennaio 1907, nel pareggio esterno per uno ad uno contro i rivali cittadini dell'Andrea Doria. Giocò anche l'incontro di ritorno, il 3 febbraio, incappando in una sconfitta per tre ad uno che comportò l'esclusione del club genovese dal girone finale della Prima Categoria 1907.
La stagione successiva, anche a causa della mancata iscrizione del Grifone al campionato 1908, passa all'Andrea Doria, dove gioca due stagioni, prima di passare allo Spinola, club di seconda fascia genovese. Con lo Spinola ottiene il terzo ed ultimo posto del girone ligure della Seconda Categoria 1909-1910.
La parentesi allo Spinola dura una sola stagione, poiché nel 1910 torna all'Andrea Doria, vincendo 2 a 1 il suo ultimo derby contro il Genoa, nel match del girone di ritorno del 5 marzo 1911.
Al termine della stagione con i biancoblu chiude la carriera agonistica.